# Coninckspoort

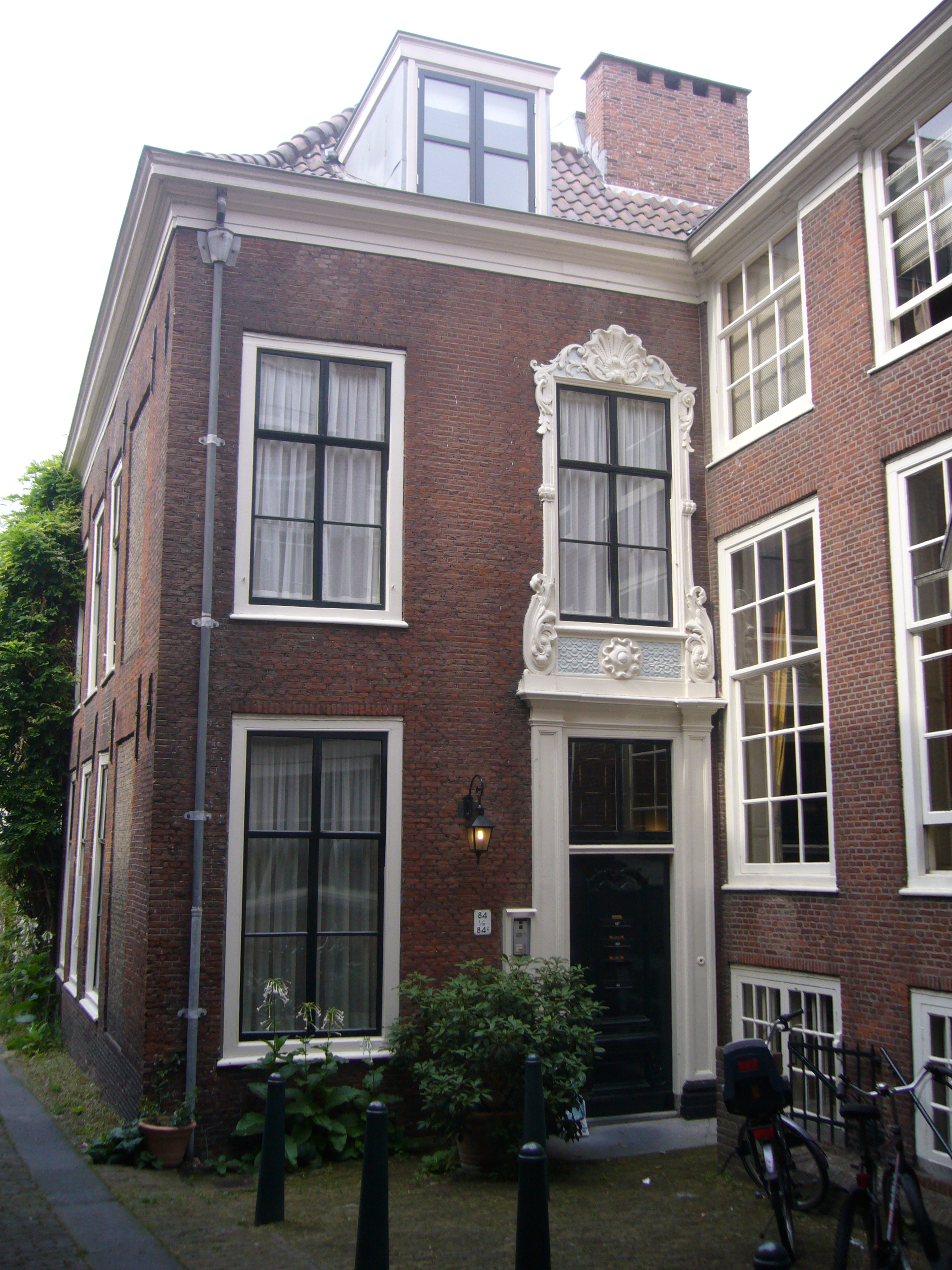

Coninckspoort was een hofje aan het Noordeinde in Den Haag.
Er zijn nog twee huizen, nummer 78 en nummer 84. Zij liggen aan een doodlopend steegje aan de westkant van paleis Noordeinde.
Nummer 78 heeft op de begane grond en op de eerste verdieping ramen uit de 19de eeuw (Empirestijl) en daarboven nog ramen uit de 18de eeuw.

Nummer 84 heeft een mooi geaccentueerd middentravee volgens de Lodewijk XIV stijl.
Zie ook de lijst van hofjes in Den Haag